# Карбони, Амедео
Амеде́о Карбо́ни (6 апреля 1965, Ареццо, Италия) — итальянский футболист, выступавший на позиции левого защитника. Известен как игрок испанского клуба «Валенсия», по завершении карьеры футболиста также являлся спортивным директором команды. За сборную Италии провёл 18 встреч.

## Карьера
До того, как прийти в «Валенсию», Карбони успел поиграть во многих итальянских клубах, в частности, в «Парме», «Сампдории» и «Роме».
Он помог «Валенсии» добраться до финала Лиги чемпионов 2001 года, однако не сумел отличиться в послематчевой серии пенальти. В 2004 году Карбони стал обладателем Кубка УЕФА. 23 октября 2005 года, в возрасте 40 лет, 6 месяцев и 17 дней, он стал самым возрастным футболистом, который когда-либо выступал в Ла Лиге. (Предыдущий рекорд принадлежал футболисту «Депортиво» Донато).
19 мая 2006 года Амедео стал спортивным директором «Валенсии» (в большинстве испанских клубов эта роль включает в себя ответственность за подписание контрактов с новыми игроками).
Рабочие отношения между ним и главным тренером клуба Кике Санчесом Флоресом складывались напряжённо. Ситуация накалилась до такой степени, что был выставлен ультиматум: лишь один из них должен был остаться в команде. В тот же день руководство клуба сделала выбор в пользу главного тренера. 19 июня 2007 года Карбони был уволен. Вскоре после этого команду покинул и Кике Санчес Флорес.
10 июня 2009 года Амедео Карбони стал спортивным директором бельгийского клуба «Мускрон». Там он объединил свои усилия с бывшим партнёром по «Валенсии» Мирославом Джукичем, занявшим пост главного тренера клуба. 1 ноября того же года после домашнего поражения своей команды от льежского «Стандарда» Мирослав Джукич ушёл в отставку; вместе с ним свой пост оставил и Амедео Карбони.
Весной 2010 года в спортивной прессе появились сообщения, что бывший наставник Карбони в «Валенсии» Рафа Бенитес намерен в случае назначения его главным тренером туринского «Ювентуса» пригласить Карбони на должность спортивного директора клуба.
В июне 2010 года Бенитес возглавил «Интернационале»; Амедео Карбони также вошёл в тренерский штаб миланского клуба, заняв должность технического директора.

## Достижения
- Обладатель Кубка Италии: 1989, 1991
- Обладатель Кубка обладателей кубков: 1990
- Чемпион Испании: 2002, 2004
- Обладатель Кубка Испании: 1999
- Обладатель Суперкубка Испании: 1999
- Обладатель Кубка УЕФА: 2004
- Обладатель Суперкубка УЕФА: 2004

## Статистика выступлений
| Год     | Клуб      | Игры | Голы |
| ------- | --------- | ---- | ---- |
| 1984/85 | Ареццо    | 22   | 1    |
| 1985/86 | Бари      | 10   | 0    |
| 1986/87 | Эмполи    | 11   | 0    |
| 1987/88 | Парма     | 28   | 1    |
| 1988/89 | Сампдория | 31   | 1    |
| 1989/90 | Сампдория | 29   | 1    |
| 1990/91 | Рома      | 30   | 1    |
| 1991/92 | Рома      | 33   | 0    |
| 1992/93 | Рома      | 9    | 0    |
| 1993/94 | Рома      | 32   | 1    |
| 1994/95 | Рома      | 30   | 0    |
| 1995/96 | Рома      | 29   | 0    |
| 1996/97 | Рома      | 23   | 1    |
| 1997/98 | Валенсия  | 29   | 0    |
| 1998/99 | Валенсия  | 36   | 0    |
| 1999/00 | Валенсия  | 28   | 1    |
| 2000/01 | Валенсия  | 24   | 0    |
| 2001/02 | Валенсия  | 33   | 0    |
| 2002/03 | Валенсия  | 29   | 0    |
| 2003/04 | Валенсия  | 33   | 0    |
| 2004/05 | Валенсия  | 28   | 0    |
| 2005/06 | Валенсия  | 5    | 0    |